# Кембриджский спор о капитале
Кембриджский спор о капитале, также называемый «спором о капитале» или «спором двух Кембриджей» — дискуссия между сторонниками двух разных теоретических взглядов в экономической науке на природу и роль капитала. Критические публикации начались в середине 1950-х и продолжались до середины 1970-х годов. Дискуссия затрагивала роль капитальных благ, критиковалась неоклассическая концепция совокупного производства и распределения.
Название возникло как отражение местоположения участников, вовлечённых в дискуссию, которая шла в основном между экономистами из Кембриджского университета (Великобритания), такими как Джоан Робинсон и Пьеро Сраффа, и экономистами Массачусетского технологического института в Кембридже (США, штат Массачусетс), такими как Пол Самуэльсон и Роберт Солоу.
Английскую сторону чаще называют «посткейнсианской», иногда «неорикардианской», а американскую — «неоклассической».
Большая часть дебатов носила математический характер, а некоторые основные элементы дискуссии можно объяснить как часть проблемы агрегации. Критика неоклассической теории капитала может быть кратко изложена следующим образом: теория страдает «ошибкой композиции» — мы не можем распространить микроэкономические концепции на макроэкономику.
Спор обнажил теоретические противоречия в современной экономической науке. Иногда современные авторы не видят в споре ничего значимого, описывают его как «бурю в стакане воды». Итоги дебатов, в том числе широта их последствий, не имеют консенсусной трактовки среди экономистов и остаются дискуссионными.

## Предыстория
В классической политэкономии экономический рост считается экзогенным: он зависит от внешних переменных, таких как рост населения, технологические изменения, количество природных ресурсов. Классическая теория утверждает, что увеличение одного из факторов производства (труда или капитала) при сохранении другого фактора неизменным и без технологических изменений приведёт к увеличению объёма производства, но с уменьшающейся скоростью, которая в конечном итоге приблизится к нулю.
Так называемый естественный темп экономического роста определяется как сумма роста рабочей силы и роста производительности труда. Концепция естественного темпа роста впервые появилась в статье Роя Харрода 1939 года в формулировке «максимальный темп роста, допускаемый ростом населения, накоплением капитала, техническим уровнем и графиком рабочего времени, предполагая условие полной занятости». Если фактический темп экономического роста падает ниже естественного темпа, то уровень безработицы будет расти, а если он поднимается выше естественного темпа — уровень безработицы упадёт. Следовательно, естественным должен быть такой темп роста, который поддерживает безработицу на неизменном уровне.
Если предположить, что естественный темп роста является не экзогенным, а эндогенным (зависит от внутренних факторов, например, от спроса или прежнего темпа экономического роста), тогда это имеет два следствия. Следствием на теоретическом уровне, является влияние на эффективность и скорость процесса корректировки между естественным и гарантированным темпами роста в модели роста Харрода. Кроме того, существуют последствия для того, как следует рассматривать процесс роста, а также для понимания того, почему темпы роста в разных странах различаются: рассматривается ли рост как результат предложения (мы наращиваем предложение до тех пор, пока не сталкиваемся с производственными ограничениями и дальнейший рост возможен только после их преодоления); или результат спроса (кейнсианство — мы всегда не делаем больше не потому, что не можем производить, а потому, что не можем продать); или рост предопределяется ограниченным спросом, пока не начинают действовать ограничения предложения (если мы можем производить, то рост зависит от спроса, а если достигли технического предела — рост зависит от технологических нововведений).
Харрод создал математическую модель роста, согласно которой естественный темп роста выполняет две важные функции:
- Во-первых, он устанавливает предел расхождения между фактической скоростью роста и гарантированной скоростью роста[note 3] и циклический рост превращает спады. Это важно для формирования циклического поведения в моделях экономического цикла, которые основаны на рекуррентных уравнениях первого порядка.
- Во-вторых, он по видимому указывает на максимально достижимый долгосрочный темп роста[note 4].

Естественный темп роста рассматривается как строго экзогенный, который определяется ростом рабочей силы и ростом производительности труда, которые не рассматриваются как эндогенные относительно спроса.
Кроме того, в теории Харрода не было ни фискального, ни другого экономического механизма, который мог бы привести гарантированные темпы роста в соответствие с естественными темпами роста, то есть чтобы общество могло максимально или наиболее полно использовать свои ресурсы.

## Главный вопрос
Основой дебатов между неоклассическими и кейнсианскими (посткейнсианскими) экономистами стал вопрос о том, являются ли естественные темпы роста экзогенными или эндогенными по отношению к спросу (является ли рост потребления причиной роста объёма производства или наоборот). Кейнс и его последователи утверждают, что рост в первую очередь обусловлен спросом, поскольку увеличение предложения рабочей силы, а также рост производительности труда являются реакцией на увеличение спроса, как национального, так и иностранного. По мнению посткейнсианцев, это не означает, что рост спроса определяет рост предложения без ограничений; скорее они утверждают, что не существует единственного пути роста с полной занятостью и что во многих странах ограничение роста из-за спроса связанные с чрезмерной инфляцией и трудностями платёжного баланса, как правило, возникают задолго до того, как достигаются ограничения со стороны предложения (производственные трудности с увеличением выпуска).
По мнению Джоан Робинсон, предметом столкновения двух Кембриджей были не столько проблема измерения объёма капитала, сколько вопрос о первичности: сбережения определяют инвестиции посредством изменения цен, или инвестиции определяют сбережения через изменения в соотношении заработной платы и прибыли.

## Модели

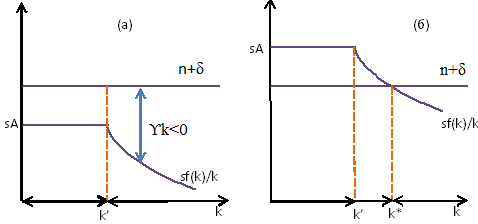
Уровень амортизации и кривые сбережения в модели Харрода-Домара

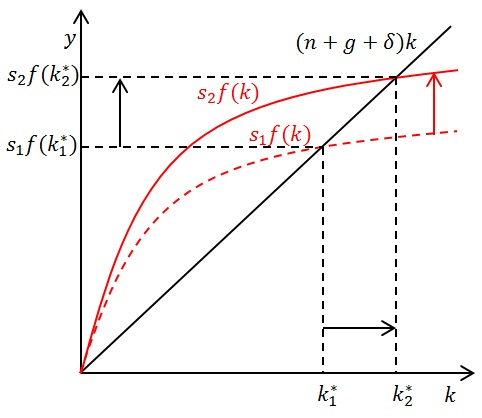
Изменение нормы сбережений в модели Солоу

### Модель Харрода — Домара
Рой Харрод в своей основополагающей работе представил модель, впоследствии уточнённую Евсеем Домаром. В ней рост экономики зависит от уровней сбережений и производительности капитала. Несмотря на то, что отправные точки модели отражали взгляды Кейнса, модель Харрода-Домара стала предшественницей модели Солоу (модели экзогенного роста, которая противоречит взглядам Кейнса).
Согласно модели Харрода-Домара, существуют три существенных параметра роста: гарантированный темп роста; темп фактического роста; и естественный темп роста.
- Гарантированный темп роста — это темп роста, при котором все сбережения трансформируются в инвестиции, что позволяет экономике стабильно развиваться и не впадать в рецессию.
- Фактический рост — это реальное увеличение годового ВВП страны.
- Естественный темп роста — это темп экономического роста, который требуется для поддержания полной занятости. Например, если трудовые ресурсы растут на 3 процента в год при прочих равных условиях, то для сохранения полной занятости ежегодный темп роста экономики должен составлять 3 процента[1].

Экономисты-неоклассики указали на недостатки модели Харрода-Домара, в частности, на то, что её решения являются нестабильными. К концу 1950-х годов началась академическая дискуссия, которая привела к разработке модели Солоу.

### Модель Солоу — Свона
Модель была разработана независимо друг от друга Робертом Солоу и Тревором Своном в 1956 году как альтернатива кейнсианской модели Харрода — Домара. Солоу и Свон предложили экономическую модель долгосрочного экономического роста в рамках неоклассической теории. Долгосрочный экономический рост они поставили в зависимость от накопления капитала, роста трудовых ресурсов или численности населения, увеличения производительности (технологический прогресс). По своей сути модель предлагает неоклассическую (совокупную) производственную функцию (вариант функции Кобба — Дугласа), которая позволяет модели «вступать в контакт с микроэкономикой».

## Спор
Отсутствие в моделе Харрода-Домара механизма, который мог бы привести гарантированный темп роста в соответствие с естественным темпом роста, вызвал дискуссию в середине 1950-х годов, которая «более двух десятилетий занимала величайшие умы профессиональных экономистов». Неоклассическую и неокейнсианскую стороны представляли Пол Самуэльсон, Роберт Солоу и Франко Модильяни, которые преподавали в Массачусетском технологическом институте в Кембридже, штат Массачусетс, США, а кейнсианскую и посткейнсианскую — Николас Калдор, Джоан Робинсон, Луиджи Пазинетти, Пьеро Сраффа и Ричард Кан, которые в основном преподавали в Кембриджском университете в Англии. Общее название этих двух городов и привело к тому, что дискуссию стали называть «спором двух Кембриджей».
Оба лагеря признавали естественный темп роста как данность. Практически всё внимание в дискуссии было сосредоточено на потенциальных механизмах, с помощью которых можно было бы добиться того, чтобы гарантированные темпы роста приближались к естественным темпам, давая в конечном итоге направление долгосрочного равновесного роста. Американская сторона сосредоточилась на выяснении, как взаимное замещение растущих с разными темпами труда и капитала влияет на соотношение капитала и выпуска (результата производства). Английская сторона сконцентрировалась на рассмотрении, как изменения в распределении доходов от производства между заработной платой и прибылью влияют на норму сбережений, исходя из того, что склонность к сбережению из прибыли выше, чем из заработной платы.
Кроме того, англичане доказывали, что доли факторов производства в доходе (распределение дохода между факторами производства) и цены этих факторов (в первую очередь, норма прибыли на капитал) не регулируются системой равновесных конкурентных цен. Если долю или иной порядок распределения доходов между факторами не задать заранее, то в моделях нет механизма достигнуть равновесия цен и стабилизировать доли факторов при распределении результатов производства.

## Идеологические разногласия
Дебаты оказались довольно эмоциональными, потому что якобы формальная критика теории предельной продуктивности имела не только научно-академические, но и идеологические последствия. Известный неоклассический экономист Джон Кларк видел равновесную норму прибыли (которая определяет доход владельцев основных средств, капитала) как рыночную цену (которая в свою очередь зависима от применяемых технологий), связанную с пропорциями, в которых задействованы «факторы производства». Это уравнивало экономическую природу процентов на капитал (как цену капитала) с экономической природой заработной платы (как цену труда). При этом получалось, что прибыль владельцам капитала приносят обычные (стандартные) операции в условиях конкуренции, а вовсе не некие уникальные способности предпринимателя. Отвечая на обвинения, что он подразумевает «эксплуатацию труда», Кларк писал:

Цель этой работы [«Распределение благосостояния», 1899 год], чтобы показать, что распределение доходов общества контролируется естественным законом, и что этот закон, если бы он работал без трений, давал бы каждому агенту производства то количество богатства, которое создаёт этот агент. Хотя заработная плата и может быть скорректирована путём сделок, заключаемых между отдельными людьми [имеются ввиду прямые договора без влияния профсоюзов и других «несовершенств рынка»], но ставки заработной платы, возникающие в результате таких сделок, по видимому, равны той части промышленного продукта, который порождён именно трудом; в свою очередь, проценты [то есть прибыль] могут быть скорректированы путём аналогичного свободного торга, и они, естественно, имеют тенденцию равняться доле продукта, которая порождена капиталом.
Оригинальный текст (англ.)It is the purpose of this work [his 1899 'Distribution of Wealth'] to show that the distribution of the income of society is controlled by a natural law, and that this law, if it worked without friction, would give to every agent of production the amount of wealth which that agent creates. However wages may be adjusted by bargains freely made between individual men [i.e., without labor unions and other "market imperfections"], the rates of pay that result from such transactions tend, it is here claimed, to equal that part of the product of industry which is traceable to the labor itself; and however interest [i.e., profit] may be adjusted by similarly free bargaining, it naturally tends to equal the fractional product that is separately traceable to capital

Таким образом распределение доходов надо рассматривать в рамках общей теории формирования цен, а не делать из этого межклассовую проблему. Такой вывод, с одной стороны, противоречит классической экономической теории, где прибыль трактуется как изъятие из результатов производства, происходящее скорее административно, чем по рыночным законам; с другой стороны, распределение в рамках теории цен полностью зависит от возможности определить и сопоставить между собой объёмы каждого из факторов производства.
В свою очередь, кейнсианство рассматривает прибыль как вознаграждение за сбережение, то есть отказ от текущего потребления в пользу создания средств производства (капитальных благ, хотя позже Джон Кейнс и его последователи указывали, что сбережения не ведут автоматически к инвестициям в материальные средства производства). С этой точки зрения, прибыль является наградой для тех, кто высоко ценит будущий доход и готов пожертвовать текущими удовольствиями. Однако, строго говоря, современная неоклассическая теория не говорит о том, что доход капитала или труда «заслужен» в каком-то моральном или нормативном смысле.
Джоан Робинсон считала, что экономические процессы не приводят к равновесию, по этому бессмысленно анализировать равновесие ради исследования роста капитала, режим накопления капитала определяется не природной склонностью людей к сбережению, а диктуется структурой распределением дохода между общественными классами, то есть категория капитала в принципе не может быть представлена агрегированной производственной функцией.
По мнению Сраффы, даже если средства производства «заработали» прибыль, основанную на их предельном продукте, это не означает, что их владельцы (то есть капиталисты) принимали участие в создании продукта и должны быть вознаграждены. Сраффа считал, что норма прибыли не является ценой, и неясно, определяется ли она вообще рыночными механизмами (в частности, она лишь частично отражает дефицит средств производства относительно спроса на них). В то время как цены на различные виды средств производства (капитальных товаров) являются лишь ценами, норма прибыли может рассматриваться с марксистских позиций, поскольку она отражает социальную и экономическую власть, которая даёт владеющему капиталом меньшинству возможность эксплуатировать рабочее большинство и получать прибыль. Но не все последователи Сраффа интерпретируют его теорию производства и капитала таким марксистским образом. При этом не все марксисты принимают сраффавскую экономическую модель. Например, Майкл Лебовиц и Фрэнк Рузвельт очень критично относятся к сраффавским интерпретациям, за исключением сугубо технической критики неоклассического подхода. Есть также марксистские экономисты, такие как Майкл Альберт и Робин Ханель, которые считают сраффавскую теорию цен, заработной платы и прибыли более совершенной, чем теория Маркса.

## Проблема агрегации

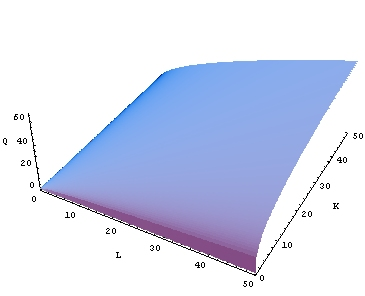
Функция Кобба — Дугласа зависимости объёма производства от затрат труда и капитала с высокой эластичностью замещения

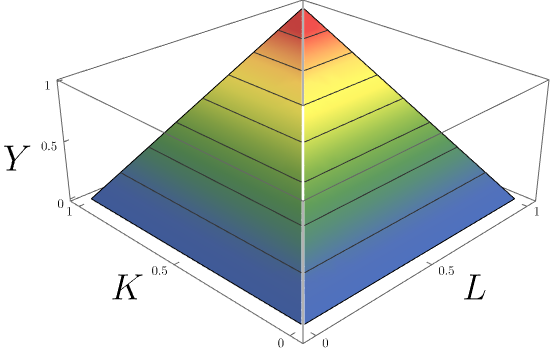
Функция Леонтьева зависимости результата от двух факторов (затрат труда и капитала с нулевой эластичностью замещения, цветом отмечены уровни между кривыми безразличия)

В неоклассической теории постулируется существование однозначной (функциональной) связи между задействованными в производстве «количествами» ресурсов (труда и капитала) и физическим (натурально-вещественным) объёмом продукции. Часто рассматривается модель Солоу, в которой производственная функция может иметь вид
{\displaystyle Q=Af(K,L)} или {\displaystyle Q=f(K,L)}
где Q — количество товаров на выходе,
A — коэффициент, зависящий от технологии,
K — суммарное количество основных средств (агрегированный капитал),
L — суммарное количество труда.
При использовании различных функций {\displaystyle f()} можно получить весьма различные графики. В модели Солоу используется функция Кобба — Дугласа, так как модель предусматривает выпуск продукции только одного вида («однородного продукта»), который можно использовать как для потребления, так и для инвестирования. Предполагается, что единица выпускаемого однородного продукта берётся в качестве базовой величины масштаба цен. В модели капитал однороден по своему физическому составу или его можно свести к однородному. Поэтому стоимость каждого основного средства выражается в некотором количестве конечной продукции. Предполагается, что различные виды труда также однородны. По сути, такая модель всё товарное разнообразие реальной экономики приводит к одному стандартному товару, а все виды труда — к одной его разновидности, все виды производства — к одной фабрике, без деления их на некоторое количество разных агентов. При этом оба входных параметра оказывают положительное влияние на выпуск с уменьшением предельной доходности (высокая эластичность замещения).
В некоторых более сложных моделях общего равновесия, разработанных неоклассической школой, труд и капитал предполагаются неоднородными и измеряются в физических единицах.
Использование в маржинализме понятия предельной физической отдачи фактора производства предполагает, что возможен подсчёт используемого количества каждого из факторов производства и анализ влияния изменения количества одного из факторов на выпуск. Если определить объём какого-либо фактора производства невозможно, тогда невозможно определить отдачу не только этого фактора, но и всех остальных. Ведь сама идея предельной отдачи предполагает изменение количества только одного фактора при неизменных количествах всех остальных, что неизбежно требует возможности измерить и контролировать количественно все используемые факторы. Считается, что доходы факторов труда и капитала (заработная плата, процентная ставка) определяются рынком из баланса спроса и предложения, тогда в точке равновесия цена фактора (затраты производителя на привлечение дополнительной единицы фактора) равна его предельной производительности. Таким образом, на идеальных рынках товаров и ресурсов предельный продукт труда в единице товара будет равен частному от деления заработной платы на объём выпуска. Для данной дискуссии важно то, что норма прибыли (иногда её отождествляют с процентной ставкой, то есть стоимостью заёмных средств) должна равняться предельному продукту капитала (в данном случае под «капиталом» надо понимать «капитальные товары» или «основные средства»).
Второе важное предположение заключается в том, что изменение цены фактора производства приведёт к изменению использования этого фактора — падение заработной платы приведёт к росту нормы прибыли и к увеличению использования труда в производстве. Закон убывающей предельной доходности подразумевает, что более широкое использование одного из факторов при прочих равных условиях будет означать более низкую предельную продуктивность: поскольку фирма получает меньше от добавления очередной единицы основных средств, чем получено от предыдущей, при условии максимизации прибыли норма прибыли должна возрастать, чтобы стимулировать использование этой дополнительной единицы.
По этому теория предельной производительности оказывается перед дилеммой: если распределение дохода между трудом и капиталом ещё не произошло, то невозможно определить агрегированную (денежную) величину капитала, так как она рассчитывается, исходя из знания результата разделения дохода (итоговой прибыли) и нормы прибыли. Если же распределение дохода уже произошло, то можно говорить о денежной величине капитала, но тогда теория предельной производительности не может быть использована для объяснения распределения дохода, поскольку это распределение рассматривается как заданное.
Пьеро Сраффа и Джоан Робинсон, чьи работы положили начало Кембриджскому спору, указывали, что при применении этой модели распределения доходов в пользу капитала возникает проблема системы измерения. Принято считать, что капиталистический доход (общая прибыль или доход от собственности) определяется как норма прибыли, умноженная на сумму (количество) капитала. В своей журнальной статье, опубликованной сразу несколькими изданиями («Review of Economic Studies» и «Economic Philosophy») Робинсон раскритиковала концепцию производственной функции и неоклассическую теорию распределения дохода. Ещё в 1954 году она писала:

Производственная функция была и остаётся мощным инструментом оболванивания. Студента, изучающего экономическую теорию, заставляют писать Q = f (L, K), где L — количество труда, K — количество капитала, а Q — выпуск товаров. Студента учат считать всех рабочих одинаковыми и мерить L в человеко-часах; ему что-то говорят о проблеме индекса при выборе показателя выпуска; и тут же торопят перейти к следующему вопросу в надежде, что он забудет спросить, в чём измеряется K. Прежде чем у него возникнет такой вопрос, он сам уже станет профессором. Так привычка к интеллектуальной небрежности и передается из поколения в поколение.— Производственная функция и теория капитала
Как утверждала Робинсон, кроме цен каждого капитального товара не существует другого неотъемлемого элемента у этих товаров, который можно складывать и результат считать количеством капитала. А рассматриваемая модель ещё до определения цен требует знать или уметь подсчитывать «сумму капитала», то есть требует суммирования совершенно несопоставимых физических объектов — например, добавление количества грузовиков к численности компьютеров. Если же аргументы для производственной функции брать в денежном выражении, то возникает хождение по кругу: производственная функция определяет предельную производительность факторов, что определяет распределение дохода на доли для факторов, а доля капитала в доходе определяет величину капитала (то есть задаёт исходный параметр). Возникающее противоречие можно разрешить только нахождением натурально-вещественных, однородных единиц измерения факторов производства и результата.

### Идеи Сраффы
Экономисты-неоклассики не усматривали проблемы в отсутствии единой единицы измерения капитала, в измерении количества физически разнородных капитальных товаров. Они говорили: просто сложите денежную стоимость всех этих различных элементов капитала, чтобы получить совокупную сумму капитала (при этом учитывая влияние инфляции). Но Сраффа показал, что денежная мера размера капитала зависит, в том числе, от нормы прибыли. И это проблема, потому что неоклассическая теория говорит нам, что сама норма прибыли должна определяться количеством используемого капитала. То есть в неоклассической аргументации возникает замкнутый круг. Уменьшение нормы прибыли гарантированно оказывает прямое влияние на итоговую сумму для неизменного количества используемого физического капитала (оборудования), и вовсе не обязательно приводит к изменению физического количества используемого оборудования.
Рассмотрим на примере. Предположим, что капитал в форме основных фондов в настоящее время состоит из 10 грузовых автомобилей и 5 лазеров. Грузовики продаются по 50 000 долларов за штуку, а каждый лазер — по 30 000 долларов. Таким образом, стоимость нашего капитала равна сумме произведений (цена) * (количество) = 10 * 50000 + 5 * 30000 = 650 000 долларов = К.
Как уже отмечалось, K может измениться, если норма прибыли возрастёт. Чтобы увидеть это, определим стоимость для двух видов средств производства. Следуя правилам ценообразования классической экономикой для произведённой продукции, для каждого товара цена определяется издержками производства:
P = (стоимость рабочей силы на единицу) + (капитальные затраты на единицу) * (1 + r)
Здесь P — цена товара, а r — норма прибыли.
Предположим, что владельцы заводов получают вознаграждение в форме дохода, который пропорционален капиталу, который они авансировали для производства (при этом уровень дохода определяется нормой прибыли). Предположим, что стоимость рабочей силы на единицу равна W в каждой отрасли и не изменяется. При этом и r, и W везде равны из-за конкуренции, то есть из-за перетекания капитала и рабочей силы между отраслями.
Такой подход имеет ряд особенностей:
- Эта концепция ценообразования относится к долгосрочной тенденции цены и отличается от стандартной неоклассической концепции «спрос и предложение». Такое разночтение может быть согласовано, если предположить, что сохраняется постоянная отдача от масштаба (при увеличении количества всех факторов в одинаковой пропорции в той же пропорции увеличивается выпуск продукции).
- В этой формулировке норма прибыли не рассматривается как цена капитала, определяемая спросом и предложением. Скорее, это больше соответствует неоклассическим представлениям о «нормальной» прибыли — базовому уровню прибыли, которую владельцы капитала должны получать, чтобы оставаться в бизнесе в своей отрасли.
- В то время как неоклассическая экономика предполагает, что «нормальная» прибыльность определяется совокупным производством (как обсуждалось выше), эта формулировка принимает норму прибыли как заданную экзогенно, что ставится под сомнение всю неоклассическую теорию формирования нормы прибыли: если мы можем перейти от предельной продуктивности капитала к норме прибыли, мы должны быть в состоянии перейти от нормы прибыли к предельному продукту от капитала. В любом случае, мало кто из участников Кембриджского противостояния рассматривал критику Сраффы с таких позиций.

Вернёмся к формуле цены, изложенной выше. Как и в реальном мире, капиталоёмкость продукции (капитальные затраты на единицу) различается между отраслями, производящими различные виды средств производства. Предположим, что для производства грузовых автомобилей требуется вдвое больше капитала на единицу продукции, чем для производства лазеров (эти пропорции изначально предполагается не менять), поэтому капитальные затраты на единицу равны 20 000 долларов для грузовых автомобилей (T) и 10 000 долларов для лазеров (L). Получаем,
P T = W + 20 000 * (1 + r)
P L = W + 10 000 * (1 + r)
Если W = 10 000 долларов и r = 1 = 100 % (утрированный случай, используемый для наглядности расчётов), то получаем P T = 50 000 долларов и P L = 30 000 долларов, что соответствует исходным ценам по условию примера и, как было отмечено выше, при этом К = 650 000 долларов.
Теперь предположим, что при прочих равных условиях r падает до нуля (ещё один утрированный вариант). Тогда P T = 30 000 и P L = 20 000 долларов (падение на 40 % и 33,3 % соответственно), а стоимость капитала в форме того же количества оборудования теперь будет равна 10 * 30000 + 5 * 20000 = 400 000 долларов (падение на 38,5 %). Таким образом, значение К в денежной форме изменяется в зависимости от нормы прибыли. Размер капитала по группам изменяется не пропорционально друг другу (как это происходит при общей инфляции или дефляции, когда изменяются обе цены на один и тот же процент), а в зависимости от относительной капиталоёмкости двух отраслей.
Такой дисбаланс не изменяется и в том случае, если допустить, что капитальные затраты на единицу капитальных благ будут зависеть от изменения двух цен. Не меняет ситуацию и изменение размера заработной платы (стоимости рабочей силы на единицу, W).
Очевидным выходом из ситуации является расчёт размера капитала на основе первого набора цен и игнорирование их изменение после производства (как в методиках коррекции влияния инфляции). Однако, это не работает, потому что изменение нормы прибыли рассматривается теорией как происходящее в определённый момент времени как математическая данность, а не как часть исторического процесса. Дело в том, что если неоклассические концепции не работают в предопределённое время (в статике), они не могут справиться с более сложными проблемами динамики. Эта критика неоклассической концепции скорее связана с указанием основных технических недостатков теории, чем с предложением альтернативы.
В целом, эта дискуссия говорит, что распределение дохода (включая норму прибыли r) помогает подсчитать денежный размер капитала, но само распределение не формируется исключительно полученной денежной величиной капитала. Это также говорит о том, что физический капитал неоднороден и не может быть просуммирован также просто, как финансовый капитал, который имеет только денежную форму. Но и в случае финансового капитала, его совокупный размер зависит от величины процентной ставки.
Сраффа предложил метод суммирования (частично вытекающий из марксистской экономики), с помощью которого можно было бы измерить величину физического капитала: путём пересчёта всех машин до суммы прежнего труда (предыдущих периодов). Машина, произведённая в 2000 году, может рассматриваться как использованные для её производства трудовые и товарные ресурсы, выпущенные в предыдущем периоде (в 1999 году), умноженные на норму прибыли. В свою очередь, товарные затраты 1999 года могут быть далее сведены к трудовым и материальным затратам, которые потребовались для их создания в 1998 году, снова умноженные на норму прибыли. И так до тех пор, пока нетрудовой компонент не уменьшится до незначительной (но ненулевой) суммы. Затем можно сложить стоимость ранее затраченного труда на выпуск грузовика со стоимостью ранее затраченного труда на выпуск лазера.
Сраффа сам же и отмечал, что этот метод подсчёта по-прежнему включал в себя норму прибыли и величина капитала зависела от неё. Это изменило принятое неоклассической экономикой направление причинно-следственной связи между нормой прибыли и объёмом капитала. Кроме того, Сраффа показал, что изменение нормы прибыли приводит к изменению денежной оценки одного и того же физического капитала, причём весьма нелинейным образом: рост нормы прибыли может сперва увеличить воспринимаемую стоимость грузовика больше, чем лазера, но дальнейшее увеличение нормы прибыли может привести к ускоренному росту цены лазера по сравнению с динамикой цен на грузовик. Дальнейший анализ приводит к выводу, что увеличение использования фактора производства, кроме капитала, может быть связано с более высокой, а не более низкой ценой этого фактора.
По мнению критиков из английского Кембриджа, этот анализ представляет собой серьёзную проблему, особенно в отношении рынка факторов производства, для неоклассической трактовки цен как отражения уровня редкости ресурсов и простой неоклассической версии эффекта замещения.

### Аргумент общего равновесия
Другой способ увидеть проблему агрегирования не опирается на классические уравнения ценообразования. Рассмотрим снижение нормы прибыли r при условии неизменности количества капитала и используемой технологии. Такое снижение прибыльности возможно только при росте заработной платы w . Итогом является сдвиг в распределении доходов, что меняет структуру спроса на различные основные средства (капитальные блага) и, следовательно, приводит к изменению их цен. В конечном итоге это вызывает изменение значения K (как обсуждалось выше). Получается, что норма прибыли r не зависит от размера K , как это предполагается в неоклассической модели. Влияние взаимное — К влияет на г и г влияет на К. Эта проблема иногда рассматривается (например, у Мас-Коллеля, 1989) как аналог теоремы Зонненшайна — Мантеля — Дебрё в теории общего равновесия, из которой следует, что модели репрезентативных агентов (сведение совокупности множества реальных экономических агентов и товаров к экономике, состоящей из единственного «репрезентативного» агента, одного-единственного товара и пары факторов производства — труда и капитала) без серьёзных дополнительных условий не могут гарантировать нахождение такого агрегированного спроса/предложения, которые бы имели на систему точно такое же воздействие, как множество различных агентов. Модели репрезентативных агентов могут это делать лишь в ограниченных, специфичных ситуациях. Все эти противоречия говорят о том, что проблемы агрегирования связаны не только с капиталом (K), но и с общими затратами труда (L).

### Математический аргумент
Ещё один способ взглянуть на проблему агрегирования: многие экономисты-неоклассики предполагают, что и отдельные фирмы (или отрасли), и экономика в целом соответствуют производственной функции Кобба-Дугласа с постоянной отдачей от масштаба, то есть выход (выпуск) каждой отрасли {\displaystyle i} определяется уравнением:
{\displaystyle Y_{i}=A_{i}.K_{i}^{a}.L_{i}^{1-a}}
где: A — коэффициент, зависящий от технологии,
K — запас капитальных товаров (предполагается, что его можно измерить),
L — количество затрат труда,
а — представляет технологию для отрасли {\displaystyle i} (индекс {\displaystyle i} при а опущен для удобства).
Проблема в том, что, если мы не наложим очень строгие математические ограничения, мы не можем доказать, что эта производственная функция Кобба-Дугласа для отрасли {\displaystyle i} плюс одна для отрасли{\displaystyle j} (плюс функция для отрасли {\displaystyle k} и т. д.) в итоге будет являться производственной функцией Кобба-Дугласа для экономики в целом (где K и L являются суммой всех соответствующих отраслевых стоимостей). Чтобы сумма отраслевых производственных функций Кобба-Дугласа равнялась общей функции Кобба-Дугласа, производственные функции для всех отраслей должны иметь одинаковые значения A и a, что в реальности не наблюдается.

## Обратное переключение технологий
Концепция обратного переключения технологий демонстрирует, что не существует простой (монотонной, однонаправленной) взаимосвязи между физически используемыми в производстве ресурсами и уровнем прибыли. Сраффа показал, что, возможны ситуации, когда одна и та же технология минимизирует производственные затраты при низкой и высокой норме прибыли (процентных ставках), а другая технология минимизирует затраты при средних значениях ставок. Таким образом, при выборе технологии (компонентов физического капитала) для поддержания минимальных затрат нужно ориентироваться не только на технические аспекты, но и на текущую норму прибыли. А с другой стороны, обычно происходит снижение размера применяемого капитала относительно труда (снижение капиталовооружённости) при понижении процентной ставки.
Переключение технологий подразумевает возможность свободного перераспределения капитала, а также наличие связи между высокими ставками (или нормой прибыли) и более капиталоёмкими методами производства. Таким образом, переключение технологий подразумевает отказ от простой (монотонной) зависимости между количеством используемого капитала и нормой прибыли (которую иногда отождествляют с процентной ставкой). Например, при снижении доходности капитала коммерческие предприятия могут перейти от использования одного набора технологий (A) к другому (B) и при дальнейшем снижении вернуться к первому (A). Эта проблема возникает как для макроэкономического, так и для микроэкономического анализа производственного процесса и выходит за рамки проблем агрегации, обсуждавшихся выше.
В статье 1966 года известный экономист-неоклассик Пол Самуэльсон резюмирует дискуссию об обратном переключении технологий:

Явление возврата при очень низкой норме прибыли к набору технологий, которые казались жизнеспособными только при очень высокой процентной ставке, включает в себя больше, чем просто эзотерические трудности. Оно показывает, что простые рассуждения Джевонса, Бём-Баверка, Викселля и других неоклассиков (о том, что поскольку процентная ставка падает вследствие воздержания от текущего потребления в пользу будущего, значит техника должна постоянно становиться более быстрой, более мощной и более производительной) не могут быть универсальными.— «Подведение итогов», Quarterly Journal of Economics, т. 80, 1966, с. 568.
Самуэльсон приводит пример, включающий как сраффовскую концепцию производства новых товаров с использованием труда и капитальных товаров, которые представляют собой «мёртвый» или «бывший» труд (в этом случае оборудование не играет самостоятельную роль фактора производства, остаётся только труд «живой» или «мёртвый»), так и «австрийскую» концепцию «окольных методов производства» (спрос на потребительские товары косвенно способствует развитию добывающей и тяжёлой промышленности из-за чего формируется временной лаг между возникновением спроса и появлением возможности его удовлетворить) — предположительно, физической меры капиталоёмкости.
Вместо того, чтобы просто принимать неоклассическую производственную функцию как должное, Самуэльсон следует сраффовской традиции конструирования производственной функции исходя из наличия альтернативных способов производства продукта, которые имеют различные комбинации факторов производства. Самуэльсон показывает, как максимизация прибыли (минимизация затрат) указывает на наилучший способ производства продукции с учётом экзогенно установленных (внешне на неизменном уровне) заработной платы или нормы прибыли. Самуэльсон в конечном итоге отвергает своё прежнее мнение о том, что посредством «суррогатной производственной функции» физически разнородный капитал можно рассматривать как единый товар (капитальное благо), к тому же однородный с единым потребительским товаром.
Рассмотрим «австрийский» подход Самуэльсона. В его примере есть два метода производства, A и B , которые используют труд в прошлом (- 1 , - 2 , и - 3 , представляющий прошедшие годы), чтобы произвести 1 единицу продукции сейчас (0 — текущий год).
| период времени | вход / выход  | технология А | технология Б |
| -------------- | ------------- | ------------ | ------------ |
| - 3            | затраты труда | 0            | 2            |
| - 2            | затраты труда | 7            | 0            |
| - 1            | затраты труда | 0            | 6            |
| 0              | продукт       | 1            | 1            |

Затем, используя этот пример (и дальнейшее обсуждение), Самуэльсон демонстрирует, что невозможно определить уровни «окольности производства» для двух методов в этом примере, вопреки утверждениям австрийской школы. Он показывает, что для максимизации прибыли при норме прибыли
- выше 100 процентов будет использоваться метод А;
- от 50 до 100 процентов будет использоваться метод B;
- ниже 50 процентов будет использоваться метод А.

Величины процентных ставок являются экстремальными, но можно показать, что это явление переключения технологий происходит и в случае использования более умеренной доходности капитала.
Во второй таблице показаны три возможные процентные ставки и итоговые суммарные затраты на оплату труда для двух методов. Поскольку производительность каждого из двух процессов одинакова (по условиям они выпускают одинаковое количество одинаковой продукции), мы можем просто сравнить затраты. Затраты для текущего времени (период 0) рассчитываются стандартным экономическим способом, исходя из того, что каждая единица труда стоит w долларов для найма:
{\displaystyle Cost=(1+i)w.L_{-1}+(1+i)^{2}w.L_{-2}+(1+i)^{3}w.L_{-3}+...+(1+i)^{n}w.L_{-n}}
где {\displaystyle L_{-n}} — количество трудозатрат за время {\displaystyle n}, предшествующее текущему времени (периоду 0).
| ставка процента | затраты при методе А | затраты при методе Б |
| --------------- | -------------------- | -------------------- |
| 150 %           | 43,75                | 46,25                |
| 75 %            | 21,44                | 21,22                |
| 0 %             | 7,00                 | 8,00                 |

Результаты, выделенные жирным шрифтом, указывают на то, какой метод дешевле, демонстрируя переключение между ними. Таким образом, не существует простой (монотонной, непрерывной) взаимосвязи между процентной ставкой и «капиталоёмкостью» или «окольностью» производства ни на макро-, ни на микроэкономическом уровне агрегации.

## Итоговые позиции
Считается, что английскому Кембриджу удалось показать ограниченность агрегированной производственной функции и интерпретации капитала как «обычного» фактора производства, владелец которого получает доход пропорционально редкости и предельной производительности, как и владельцы прочих факторов. Тем самым продемонстрирована внутренняя противоречивость маржиналистской теории распределения, которая исходит из относительной редкости факторов. Было признано несовпадение «вменённых» рынком «факторных выплат» с величиной ценности выпущенной продукции и наличие проблемы в размере доли, причитающейся капиталу по сравнению с тем, как если бы он был действительно прочим «нейтральным» фактором. Однако не было предложено какого-либо альтернативного инструментария для агрегирования, необходимого в эмпирических исследованиях экономического роста, что позволило неоклассической модели роста оставаться в качестве учебной иллюстрации явно абстрактной теории, несмотря на оговорки, что «иллюстрации такого рода могут скорее дезориентировать, нежели информировать о чём-либо».
В конечном итоге, две противоборствующие школы пришли к разным выводам относительно этой дискуссии. Полезно процитировать некоторые из них.

### Взгляды сторонников Сраффы
Вот некоторые взгляды критиков из английского Кембриджа:

Реверсия капитала [обратное переключение технологий] лишает смысла неоклассические концепции замещения ресурсов, нехватки капитала или дефицита рабочей силы. Это ставит под сомнение неоклассическую теорию капитала и понятие кривых спроса на ресурсы как на уровне экономики, так и на уровне отраслей. Это также ставит под сомнение неоклассические теории производства и занятости, а также денежную теорию Викселля, поскольку все они лишены внутреннего механизма стабильности. Следовательно, последствия для неоклассического анализа весьма разрушительны. Обычно утверждают, что реверсия капитала ставит под сомнение только школьную разновидность неоклассической теории — макроэкономическую теорию, основанную на совокупных производственных функциях. Однако было отмечено, что когда неоклассические модели общего равновесия распространяются на долгосрочное равновесие, доказательства стабильности требуют исключения реверсии капитала (Schefold 1997). В этом смысле все неоклассические модели производства будут затронуты реверсией капитала.— Marc  Lavoie. «Capital Reversing» (2000)

Эти результаты разрушают, например, общую обоснованность теории международной торговли Хекшера — Олина — Самуэльсона (как продемонстрировали такие авторы, как Серхио Парринелло, Стэнли Меткалф, Ян Стидман и Линн Майнверинг), концепцию нейтрального технического прогресса по Хиксу (как показал Стидман), неоклассическую теорию налоговых инцидентов (как показали Стидман и Меткалф) и теорию налогообложения Пигу, применяемую в экономике окружающей среды— Christian Gehrke and Christian Lager. «Sraffian Political Economy» (2000)

### Неоклассические взгляды
Неоклассический экономист Кристофер Блисс комментирует:

… то, что можно назвать экзистенциальным аспектом теории капитала, не вызывало особого интереса в течение последних 25 лет. Небольшая группа «истинно верующих» продолжала нападать на ортодоксальную теорию капитала до сегодняшнего дня, и из этой компании происходит по крайней мере один из моих соредакторов [sic]. Я назову эту слабосвязанную школу англо-итальянскими теоретиками. Ни одно названия для неё не является идеальным, но выбранное мной указывает, по крайней мере, на то, что влияние Пьеро Сраффы и Джоан Робинсон, в частности, имеет ключевое значение. Даже в этом случае в воздухе ощущается запах некрофилии. Если задать вопрос: какая новая идея появилась в англо-итальянском мышлении за последние 20 лет — налицо будет неловкая ситуация. Это потому, что не ясно, что же нового появилось из старых, горьких дебатов.
Между тем массовое теоретизирование приняло разные направления. Интерес сместился от крупномасштабных моделей общего равновесия к простым моделям, в основном ad hoc. Модели динамической оптимизации в стиле Рамсея в значительной степени вытеснили подход с фиксированным коэффициентом накопления. «Множество потребителей», которое Стиглиц внедрил в неоклассическое моделирование роста, там отнюдь не процветает. Вместо этого типичным субъектом модели обычно является единичный репрезентативный агент. Наконец, к моделям экзогенного технического прогресса (вроде модели Харрода или любой другой школы 1960-х и последующих десятилетий) присоединились многочисленные модели, которые делают технический прогресс эндогенно выбираемым из нескольких возможных вариантов…
… Можно ли решить старые проблемы с капиталом в рамках современных моделей? Если бы это можно было сделать, то результат был бы более конструктивным, чем «взаимно гарантированное уничтожение», которое омрачило некоторые дискуссии 1960-х годов. Очевидно, что более сложные модели дают более богатые возможности, хотя и не в той пропорции, в которой оптимизация стимулирует решения модели. Однако мы знаем, что модели с несколькими агентами могут иметь множественные равновесия при оптимальных решениях сразу для всех агентов. Это направление может оказаться весьма плодотворным.

Старые взгляды лучше всего похоронить, когда они предполагают использование капитала в качестве палки для избиения маржиналистской теории. Всякая оптимизация в той или иной форме подразумевает условия предельной производительности. Эти условия являются частью общего решения. Ни они, ни величины, участвующие в них, не предшествуют общему решению. То, что это не всегда было очевидно для всех, плохо сказалось на экономистах и их интеллектуальных способностях— Christopher  Bliss. «Introduction, The Theory of Capital: A Personal Overview» (2005)
.
В своей книге «Теория капитала и распределение доходов» (1975 год) Блисс показал, что в общем равновесии нет никакой связи между относительным дефицитом ресурсов и относительной ценой. Однако отдача от каждого фактора остаётся равной его дезагрегированной (индивидуальной) предельной производительности.

## Заключение
Часть вопросов в этой дискуссии вращались вокруг высокого уровня абстракции и идеализации, которые возникают при построении экономической модели по таким темам, как капитал и экономический рост. Оригинальные неоклассические модели агрегированного роста, представленные Робертом Солоу и Тревором Своном, были просты, с простыми результатами и несложными выводами, которые подразумевали предсказания о реальном, эмпирическом мире. Последователи Робинсон и Сраффы утверждали, что в модели Солоу-Свона обязательно должны выполняться малореальные допущения (которые Солоу и Свон проигнорировали) и лишь при их выполнении выводы из моделей могут что-то сказать о реальном мире.
Примером может служить то, что модель Солоу-Свона предполагает непрерывно достигаемое равновесие с «полной занятостью» всех ресурсов. Этот момент не получил большого внимания в дебатах, поскольку его разделяли обе стороны. Модель также противоречит кейнсианскому подходу, в котором сбережения определяют размер инвестиций, а не наоборот. Тот факт, что критика также была изложена полностью с использованием точно таких же нереалистичных допущений, означало, что было очень трудно что-либо предложить, кроме как «критиковать» Солоу и Свона. То есть и сраффавские модели тоже были явно оторваны от эмпирической реальности. И, как это часто бывает в дискуссиях, было гораздо проще громить неоклассическую теорию, чем разработать полномасштабную альтернативу, которая поможет нам понять мир.
В итоге, прогресс, достигнутый в Кембриджском противостоянии, заключался в том, что теоретики прошли путь от неосознанных и при этом нереалистичных допущений до ясного понимания необходимости делать такие допущения. Но это оставило сторонников Сраффы в ситуации, когда нереалистичные допущения препятствовали как эмпирическим применениям моделей, так и дальнейшему развитию теории. Поэтому неудивительно, что Блисс вопрошает: «Какая новая идея появилась в англо-итальянском мышлении за последние 20 лет?».
Хотя Сраффа, Робинсон и другие утверждали, что исходные посылки модели роста Солоу-Свона были необоснованными, тем не менее, эта модель, базирующаяся на единственном однородном товаре-благе-капитале, оставалась центральным элементом неоклассической макроэкономики и теории экономического роста. Она стала также основой для теории эндогенного роста. В некоторых случаях использование функции совокупного производства оправдано обращением к инструментальной методологии и необходимостью простоты в эмпирической работе.
Теоретики-неоклассики, такие как Блисс (цитируется выше), в целом приняли «англо-итальянскую» критику простой неоклассической модели и пошли дальше, применив «более общее» политико-экономическое видение неоклассической экономики к новым вопросам. Некоторые теоретики, такие как Блисс, Эдвин Бурмейстер и Фрэнк Хан, утверждали, что строгая неоклассическая теория наиболее адекватно изложена с точки зрения микроэкономики и межвременных моделей общего равновесия.
Критики, такие как Пьеранжело Гареньяни (2008), Фабио Петри (Fabio Petri, 2009) и Бертрам Шефолд (2005), неоднократно утверждали, что такие модели эмпирически не применимы, и что в любом случае в таких моделях возникают проблемы с капиталом в натуральной форме. Абстрактная природа таких моделей затруднила чёткое выявление этих проблем в такой же ясной форме, в какой они проявляются в моделях долгосрочного роста.
Поскольку Самуэльсон был одним из главных неоклассических защитников идеи о том, что неоднородный физический капитал можно рассматривать как единый капитальный товар, его статья (обсуждаемая выше) убедительно показала, что результаты упрощённых моделей с одним капитальным товаром не обязательно подтверждаются в более общих моделях. В дальнейших работах он в основном использует многоотраслевые модели леонтьевско-сраффианской традиции вместо неоклассической агрегированной модели.
Чаще всего неоклассики просто игнорируют противоречие, в то время как многие даже не знают о нём. Действительно, подавляющее большинство экономических школ в Соединенных Штатах вообще не учат этому своих студентов:

Для протокола важно отметить, что ключевые участники дебатов открыто признали свои заблуждения. Седьмое издание «Экономики» Самуэльсона было очищено от ошибок. Левхари и Самуэльсон опубликовали статью, которая начиналась словами: «Мы хотим чётко заявить, что связанная с нами теорема о непереключении [технологий] со всей определённостью неверна. Мы благодарны д-ру Пазинетти…» (Levhari and Samuelson, 1966). Леланд Йегер и я совместно опубликовали записку, в которой признаётся его более ранняя ошибка и в которой мы пытаемся разрешить конфликт между нашими теоретическими взглядами (Burmeister and Yeager, 1978).

Однако ущерб был нанесён, и Кембридж (Великобритания) «объявил победу»: Левхари был не прав, Самуэльсон был не прав, Солоу был не прав, MIT был неправ, и поэтому неоклассическая экономика ошибалась. В результате есть некоторые группы экономистов, которые отказались от неоклассической экономики ради собственных усовершенствований классической экономики. В Соединенных Штатах, с другой стороны, господствующая экономическая наука продолжает вести себя так, как будто спора никогда не было. Учебники макроэкономики подают «капитал» так, как если бы это была хорошо проработанная концепция, хотя это и не так, за исключением воображаемого мира, в котором весь капитал сводится к одному очень специальному капитальному благу (или в иных нереалистично ограниченных условиях). Проблемы разнородности средств производства (капитальных благ) также игнорировались в «революции рациональных ожиданий» и практически во всех эконометрических работах— Edwin Burmeister. «The Capital Theory Controversy» (2000)

## Комментарии
1. ↑  Изначально Рой Харрод называл его «темп роста рабочей силы в единицах эффективности». См. Harrod (1939).
2. ↑  Согласно Р. Харроду, естественный темп роста — это максимальный темп роста с учётом таких переменных, как рост населения, технологические изменения и рост природных ресурсов. Это наивысший достижимый темп роста, который обеспечит максимально возможное использование ресурсов, существующих в экономике. См. Harrod (1939).
3. ↑  В статье Харрода, гарантированный темп роста — это такой темп, который производит достаточно инвестиций, чтобы они обеспечивали полную занятость. В этом случае нет разрыва между сбережениями и инвестициями, нет недостаточной или избыточной загрузка производства. Это значит, что предпринимателям не приходится пересматривать свои планы в сторону повышения или понижения. См. Dray et al, 2011
4. ↑  Харрод называл его «социально оптимальный темп роста», не указывая его определители.
5. ↑  Бесоми утверждает, что по этой причине теория роста Харрода является «вовсе не теорией роста, а теорией динамики экономического цикла вокруг необъяснённой траектории». См. Besomi (1998).
6. ↑  Аналогичная модель была предложена Густавом Касселем. См. Cassel (1924).
7. ↑  Идея использования производственной функции Кобба — Дугласа в основе модели роста восходит к Тинбергену См. Tinbergen (1942, pp. 511—549). См. Brems (1986 pp. 362—268).
8. ↑  Робинсон в работе «Capital Theory up to Date» (1970) предложила понятие «leets» («латс») как обратное прочтение (ананим) термина «steel» (сталь) из работы Джеймса Мида «A Neo-Classical Theory of Economic Growth» (1960). В этой работе Мид пишет: «Мы, однако, начнём с нереального, но простого предположения, что все машины одинаковы (они просто тонны стали) и что отношение труда к оборудованию (то есть рабочих к тоннам стали) может изменяться с равной легкостью как в краткосрочной, так и в долгосрочной перспективе».